# White Lake (Wisconsin)
White Lake  ist eine Gemeinde (mit dem Status „Village“) im Langlade County im US-amerikanischen Bundesstaat Wisconsin. Im Jahr 2010 hatte White Lake 363 Einwohner.

## Geografie
White Lake liegt im mittleren Nordosten Wisconsins, etwa 2 km westlich des Wolf River. Dieser gehört mit dem Fox River und dem Lake Winnebago zum Einzugsgebiet des Michigansees. Die geografischen Koordinaten von White Lake sind 45°09′26″ nördlicher Breite und 88°45′0052 westlicher Länge. Das Gemeindegebiet erstreckt sich über eine Fläche von 6,4 km². Die Gemeinde wird vollständig von der Town of Wolf River umgeben, gehört dieser aber nicht an.
Nachbarorte von White Lake sind Hollister (16,6 km nördlich), Langlade (6,7 km nordöstlich), Markton (14 km südöstlich) und Elton (12 km westlich).
Die nächstgelegenen größeren Städte sind Green Bay am  Michigansee (121 km südöstlich), Appleton (131 km südsüdöstlich), Wisconsins größte Stadt Milwaukee (300 km in der gleichen Richtung), Wisconsins Hauptstadt Madison (306 km südsüdwestlich), Wausau (90,5 km westsüdwestlich), Eau Claire (250 km in der gleichen Richtung), die Twin Cities in Minnesota (372 km westlich) und Duluth am Oberen See in Minnesota (403 km nordwestlich).

## Verkehr
Der Wisconsin State Highway 64 berührt das Gemeindegebiet im Nordwesten. Der County Highway M führt als Hauptstraße in Nord-Süd-Richtung durch White Lake. Alle weiteren Straßen sind untergeordnete Landstraßen, teils unbefestigte Fahrwege sowie innerörtliche Verbindungsstraßen.
Durch White Lake verläuft auf einer ehemaligen Eisenbahnstrecke mit dem Wolf River State Trail ein Rail Trail für Wanderer und Radfahrer, aber auch Quads. Im Winter kann der Weg auch mit Schneemobilen und Skiern befahren werden.
Die nächsten Regionalflughäfen sind der Rhinelander–Oneida County Airport in Rhinelander (102 km nordwestlich) und der Central Wisconsin Airport bei Wausau (114 km südwestlich).

## Bevölkerung
Nach der Volkszählung im Jahr 2010 lebten in White Lake 363 Menschen in 156 Haushalten. Die Bevölkerungsdichte betrug 56,7 Einwohner pro Quadratkilometer. In den 156 Haushalten lebten statistisch je 2,33 Personen. 
Ethnisch betrachtet setzte sich die Bevölkerung zusammen aus 96,4 Prozent Weißen und 0,3 Prozent (eine Person) Asiaten; 3,3 Prozent stammten von zwei oder mehr Ethnien ab. Unabhängig von der ethnischen Zugehörigkeit waren 2,5 Prozent der Bevölkerung spanischer oder lateinamerikanischer Abstammung. 
24,8 Prozent der Bevölkerung waren unter 18 Jahre alt, 52,6 Prozent waren zwischen 18 und 64 und 22,6 Prozent waren 65 Jahre oder älter. 52,6 Prozent der Bevölkerung war weiblich.
Das mittlere jährliche Einkommen eines Haushalts lag bei 34.097 USD. Das Pro-Kopf-Einkommen betrug 20.042 USD. 22,4 Prozent der Einwohner lebten unterhalb der Armutsgrenze.